# Bžedugchabl'
Bžedugchabl' (in lingua russa Бжедугхабль) è un centro abitato dell'Adighezia, situato nel Krasnogvardejskij rajon. La popolazione era di 1.069 abitanti al dicembre 2018. Ci sono 16 strade.